# Ivieolus pseudoscutellatus
Ivieolus pseudoscutellatus är en skalbaggsart som beskrevs av Henry Fuller Howden och Gill 1988. Ivieolus pseudoscutellatus ingår i släktet Ivieolus och familjen Hybosoridae. Inga underarter finns listade i Catalogue of Life.